# Галкина, Наталья Всеволодовна
Наталья Всеволодовна Галкина (1943, город Киров) — советский, российский прозаик и поэт.
Автор романов, сборников рассказов и поэтических книг.
Живёт и работает в Санкт-Петербурге.

## Биографическая справка
Наталья Всеволодовна Галкина родилась в 1943 году в городе Киров, в семье военных врачей.
С 1945 года живёт в Санкт-Петербурге.
Окончила Высшее художественно-промышленное училище имени В. И. Мухиной по специальности дизайнер. Училась у основоположников ленинградского художественного проектирования, профессоров И. А. Вакса и М. Э. Гизе.
Широкую известность Наталье Галкиной принёс роман с фантастическим сюжетом — «Вилла Рено», опубликованный в Санкт-Петербурге в 2003 году.
Как написала в послесловии к этой книге Ирина Снеговая: «…теперь в контекст мифологии … фантастического Петербурга Гоголя, Достоевского, Белого — входит роман „Вилла Рено“ с темой Карельского перешейка, продолжая традиции классической русской литературы.»
Член Союза писателей Санкт-Петербурга. Посещала семинар Бориса Стругацкого.

## Автор произведений
- Горожанка (Стихи). — Л.: Лениздат, 1974
- Зал ожидания (Стихи). — Л.: Сов. писатель. Ленингр. отд-ние, 1984.
- Голос из хора: третья книга стихов (Стихотворения и поэмы). — Л.: Сов. писатель. Ленингр. отд-ние, 1989 — ISBN 5-265-00684-2
- Оккервиль (Стихотворения и поэмы). — Л.: Лениздат, 1990.
- Надзиратель прошлого (Рассказ). - Св.: Уральский следопыт, 1990, №12.
- Милый и дорогая (Стихи и поэма). — Б. м.: Феникс плюс, 1992, 1993.
- Ночные любимцы (Повесть). — СПб.: Журнал «Нева», 1995, №4.
- Сказки для сумасшедших (Роман). — СПб.: Журнал «Нева», 1996 (?), №?.
- Святки (Стихи и поэмы). — СПб.: Журнал «Нева», 1997.
- Мингер (Стихи). — СПб.: Журнал «Нева», 1998.
- Погода на вчера (Стихи). — СПб.: Журнал «Нева», 1999.
- Архипелаг Святого Петра (Роман)
  - СПб.: Журнал «Нева», 1999, №№4,5.
  - М.: Текст, 2000 — ISBN 978-5-7516-0183-1
- Скрытые реки (Стихи). — СПб.: Журнал «Нева», 2000.
- Ночные любимцы (Сборник). — СПб.: Издательство журнала «Нева», 2002.
- Открытка из Хлынова (Стихи). — СПб.: Журнал «Нева», 2003.
- Вилла Рено (Роман)
  - СПб.: Журнал «Нева», 2003, №№1-3.
  - М.: Текст, 2004 — ISBN 978-5-7516-0426-4
- Хатшепсут (Повесть и рассказы). — СПб.: Петербургский писатель, Азбука-классика, 2004 — ISBN 5-352-00817-7, 5-88986-032-1
- Рыцарь на роликах (Поэмы и стихи). — СПб.: Журнал «Нева», 2006.
- Пишите письма (Роман). — СПб.: Журнал «Нева», 2007, №7.
- Ошибки рыб (Сборник). — СПб.: Коло, 2008.
- Вечеринка (Стихи). — СПб.: Коло, 2009 — ISBN 978-5-901840-56-6
- Табернакль (Роман). — СПб.: Журнал «Нева», 2010, №8.
- Забытый раёк: книга стихов (Стихи). — СПб.: Коло, 2011 — ISBN 978-5-901841-79-2
- Зелёная мартышка (Роман)
  - СПб.: Журнал «Нева», 2012, №5.
  - СПб.: Издательство журнала «Нева», 2012 — ISBN 978-5-87516-272-5
- Корабль и другие истории (Сборник). — СПб.: Союз писателей Санкт-Петербурга, 2013 — ISBN 978-5-431100-48-2
- Покровитель птиц (Роман). — СПб.: Коло, 2014 — ISBN 978-5-4462-0049-8
- Натальин день (Сборник стихотворений). — СПб.: Журнал «Нева», 2015.
- Начальник Всего (Роман). — СПб.: Журнал «Нева», 2016, №12.
- Образ жизни (Стихи). — СПб.: Коло, 2017 — ISBN 978-5-4462-0092-4
- Квартирная развеска (Сборник). — СПб.: Коло, 2018 — ISBN 978-5-4462-0109-9
- Могаевский (Роман). — СПб.: Журнал «Нева», 2021, №5.

## Литературные премии
- Книга стихов «Горожанка» (1974) — премия на конкурсе «Молодость. Мастерство. Современность».
- Роман «Ночные любимцы» — номинант премии «Странник 96» за лучшую фантастику в средней форме 1995 года.
- Роман «Архипелаг Святого Петра» — финалист «АБС-премии» 2000 года.
- Роман «Вилла Рено» — финалист премии Букер — «Открытая Россия» 2003 года.
- Роман «Вилла Рено» — премия журнала «Нева» за лучшую публикацию 2003 года.
- Сборник «Квартирная развеска» — премия Правительства Санкт-Петербурга за 2018 год в номинации «Литература».